# Maria Emma Alaimo
Maria Emma Alaimo (Aragona, 8 gennaio 1906 – Palermo, 12 giugno 1997) è stata una bibliotecaria e saggista italiana: prima donna a dirigere una biblioteca pubblica in Sicilia.

## Biografia
La sua famiglia si stabilisce a Palermo nel 1914, dove frequenta le scuole. Dopo il Liceo ‘Garibaldi’ si iscrive alla Facoltà di Lettere e filosofia dell’Università di Palermo, dove si laurea nel 1929, con una tesi su Luigi d’Eredia, relatore Giovanni Alfredo Cesareo. Inizia poi a insegnare lettere al Liceo classico dell’Istituto San Rocco dal 1930 e lavora contemporaneamente come coadiutrice presso la Biblioteca comunale di Palermo, senza rinunciare all’insegnamento. Dopo averne retto, per incarico, la direzione dal 1935, ne diventa la direttrice, per concorso, nel 1938, mantenendo il ruolo fino al 31 dicembre 1970.
È la prima donna in Sicilia che ricopre tale ruolo in una biblioteca pubblica.

## Attività professionale

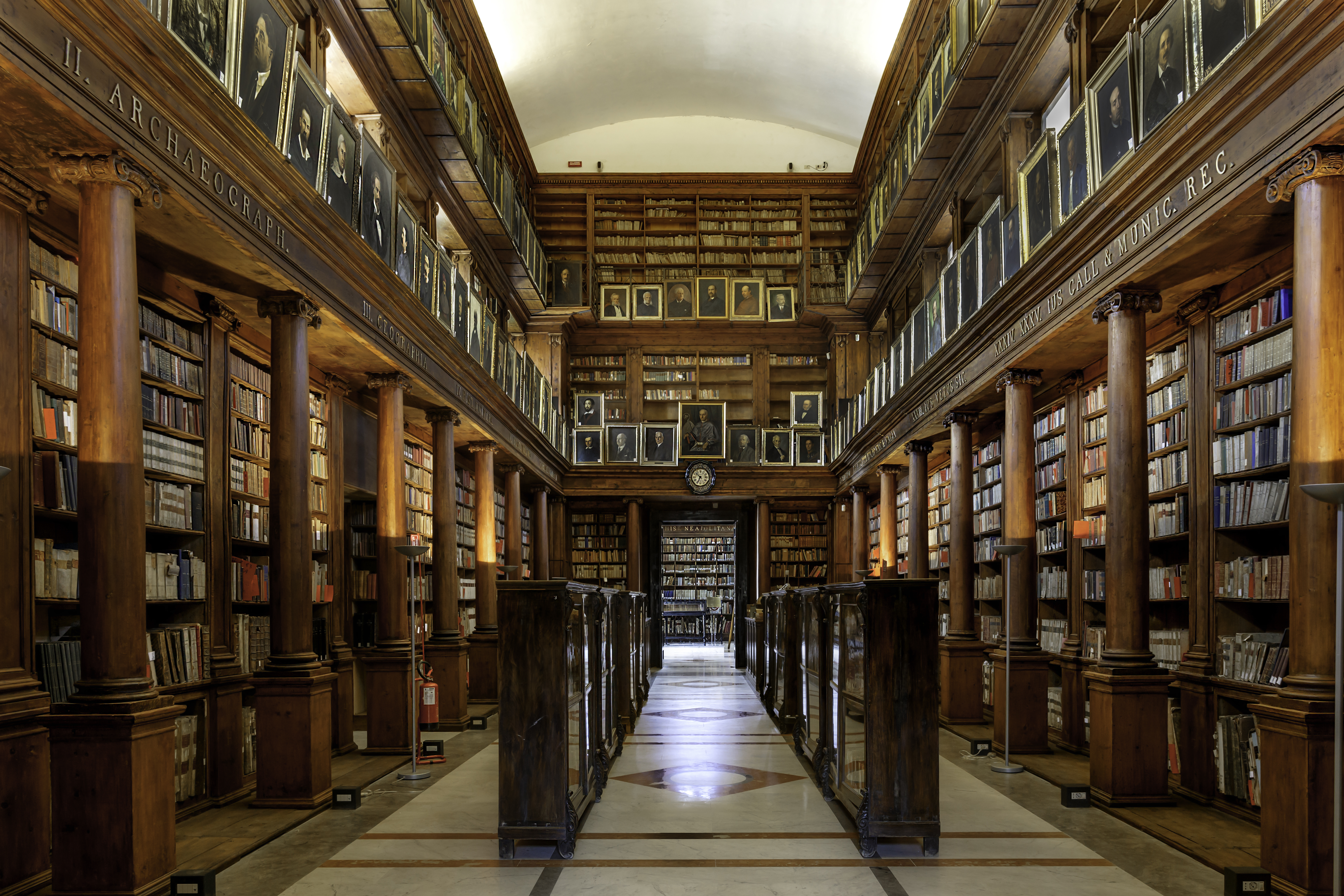
sala della biblioteca

Assunta la direzione della Biblioteca Comunale di Palermo, la quale, dopo la morte del direttore Gioacchino Di Marzo, versava da decenni in una condizione di stasi e difficoltà, ne cura la riorganizzazione e ne promuove l’immagine. Segue i lavori di ricostruzione della Biblioteca danneggiata dall'alluvione del 1931 e dai bombardamenti della II Guerra Mondiale, dedicando particolare attenzione al patrimonio manoscritto e a quello d’interesse storico. Si batte per far divenire la biblioteca sede di un centro regionale d’informazioni bibliografiche. Anticipando di trenta anni le biblioteche pubbliche italiane, imprime alla sua biblioteca la caratteristica di centro culturale cittadino attivando stretti legami con la scuola e l’università e cura relazioni con istituzioni culturali nazionali e biblioteche estere, come quelle di Tiblisi in Georgia e la Biblioteca Lenin di Mosca.

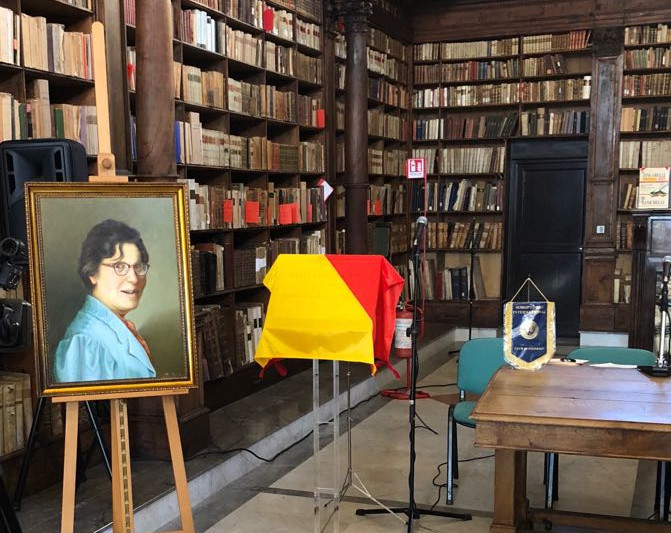
ritratto di Maria Emma Alaimo

A partire dagli anni Quaranta, grazie alla sua iniziativa, la Biblioteca è sede di importanti convegni come quelli dedicati a Alessio Di Giovanni o a Giovanni Meli, di mostre di codici e documenti come la Mostra di manoscritti in occasione dell'VIII Congresso internazionale di studi bizantini, seminari e presentazione di libri. Cura e incrementa le rilevanti collezioni di monete del Nummarium e del Famedio dei siciliani illustri, una raccolta di dipinti firmati, in alcuni casi, da artisti famosi, che conta oggi più di 370 ritratti, di cui solo 11 di donna, tra cui il suo. Parte dei quadri è raccolta nel ballatoio della Sala di lettura.
Iscritta all’Associazione italiana biblioteche (AIB) almeno dal 1940, dal 1948 ha fatto parte del Comitato regionale della Sezione della Sicilia occidentale, di cui è stata vice-presidente dal 1953 al 1979. Nel 1989 (Congresso di Cefalù) è stata nominata socia onoraria dell’Associazione Italiana Biblioteche.

## Attività di saggista
Autrice di numerosi saggi sulla storia della Biblioteca comunale, sui suoi fondi e sul Famedio, come pure su altre biblioteche. Ha scritto saggi su molti autori, in particolare siciliani come Giovanni Meli, Luigi Natoli, Luigi Pirandello e Leonardo Sciascia, ma anche su bibliotecari come Luigi Boglino e artisti, come lo scultore Benedetto Civiletti. Studia Mariannina Coffa, poetessa di Noto, e anche grandi attrici di teatro siciliane come Mimi Aguglia e Marinella Bragaglia.
È la prima a studiare i carteggi di Enrico Onufrio e Ferdinando Di Giorgi, custoditi ora nella Biblioteca comunale, e si deve a lei la prima ricostruzione della bibliografia di Federico De Roberto. Nel 1950 ha acquisito alla Biblioteca il carteggio di Onufrio e ne ha studiato i contatti con Rapisardi. Ha editato il carteggio tra Ferdinando Di Giorgi e Federico De Roberto e quello tra Paolo Nalli e De Roberto.

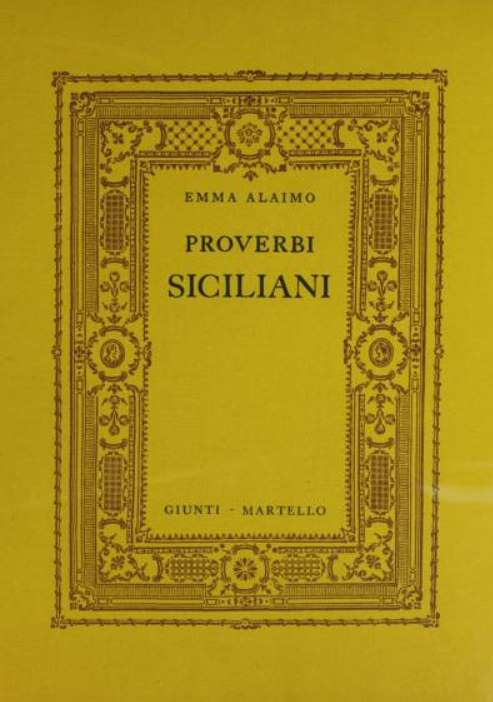
Copertina del libro

Nel 1970 ha pubblicato una raccolta di Proverbi siciliani, con resa in italiano, raffronto con proverbi toscani e richiamo ai detti dell’antichità. La raccolta ha avuto 5 ristampe, l'ultima nel 2006.
Intensa la sua attività pubblicistica sul Giornale di Sicilia, cui ha collaborato a partire dal 1932, e sulle riviste Politica e Cultura, il Giornale della Domenica, l‘Almanacco dei Bibliotecari italiani e il Bollettino d'informazioni dell'AIB.
Ha condotto battaglie per la salvaguardia delle biblioteche e a sostegno di una legge per biblioteche siciliane da parte dell’Assemblea regionale siciliana. Impegnata nella conservazione, tutela, valorizzazione del patrimonio culturale siciliano, ha sempre rimarcato l’importanza dell'istruzione e si è battuta perché le donne cercassero di raggiungere un’indipendenza anche economica.

## Attività sociale
È stata, nel 1951, socia fondatrice dell’Istituto Siciliano di Studi Bizantini e Neoellenici (ora intitolato a ‘Bruno Lavagnini’) ed ha messo a disposizione uno spazio della Biblioteca comunale come ufficio dell’Istituto prima che questo avesse una sede propria.
È stata Socia corrispondente dell’Accademia di Scienze, Lettere ed Arti di Palermo e della Società siciliana per la Storia Patria, soppressa nel 1934 e ricostituita nel 1943.

## Onorificenze e riconoscimenti
Nel 1954 le è stata conferita la croce di Cavaliere ufficiale e, nel 1969, la Commenda dell’ordine del merito della Repubblica. Tra gli altri premi e riconoscimenti, nel 1971, il Sindaco di Palermo le ha conferito la medaglia d’oro della civica amministrazione.
L'associazione FIDAPA  (Federazione italiana delle donne nelle arti, professioni e affari) l'ha insignita del premio Zagara d'oro, premio assegnato "a donne che si sano particolarmente distinte nel campo delle attività professionali".

## Nel Soroptimist
Socia fondatrice del Soroptimist Club di Palermo (16 febbraio 1957), ha per molti anni, preso parte attiva alle sue iniziative. Il 18 maggio 2018 le è stata intitolata la Sala di lettura della Biblioteca comunale nel corso di convegno organizzato dalla Associazione Archivia-donne in relazione.  In tale occasione il Soroptimist Club di Palermo ha assegnato una borsa di studio a un giovane artista, allievo dell’Accademia di Belle Arti, autore del suo ritratto, che fa ora parte del Famedio della Biblioteca comunale.

## Intitolazioni
- La Scuola secondaria di I Grado dell'istituto Comprensivo Luigi Capuana di Palermo le è stata intitolata[25].
- la sala di lettura della Biblioteca Leonardo Sciascia di Palermo le è stata intitolata nel 2018[26].

## Scritti
I suoi scritti sono elencati nel numero luglio-sett. 1989 di BI e Co.
Tra i suoi scritti si ricordano
- Le pagine scritte (che si conservano nelle Biblioteche e negli Archivi di Palermo), in Libro di Palermo. Palermo, Flaccovio, 1977, pp. 161-194.
- Antonino Mongitore: chi era e com'era, in A. Mongitore, La Sicilia ricercata nelle cose più memorabili. Palermo-Napoli, Soc. ed. Storia di Napoli e della Sicilia, 1981, pp. XVII-XXXVII .
- La più antica Biblioteca pubblica della Sicilia: Origini, Fasti e Nefasti, Raccolte salienti, in «Archivio storico siciliano». Serie IV, voi. VII , 1981, pp. 241-295.
- Presentazione della Storia della ceramica a Venezia, sapientemente indagata, narrata e illustrata da Anglica Alverà Bortolotto e pubblicata a Firenze in lussuosa edizione Sansoni nel 1981, in «L'Osservatore politico letterario», maggio 1983, pp. 71-82.
- A proposito della diciottesima raccolta di liriche pubblicata da Guglielmo Lo Curzio nel 1983, in «Le Ragioni critiche», XIII , genn.-dic. 1984, pp. 155-162.
- Lettere di Ferdinando Di Giorgi a Federico De Roberto con introduzione e note di M.E. Alaimo. Catania, Biblioteca della Fondazione Verga, 1985.
- Proverbi siciliani, Milano, Martello, 1970; Firenze, Martello-Giunti,1974 (con numerose ristampe).
- Aurelio Navarria e Maria Emma Alaimo, Saggio di una bibliografia di Federico De Roberto, in Cultura siciliana, Palermo, a. I, n. 1, 1960 (ripubbl. e ampl. in A. Navarria, Federico De Roberto. La vita e l’opera, Catania, Giannotta, 1974.
- Paolo Nalli, Lettere a Federico De Roberto, con introd. e note di Maria Emma Alaimo, in «Annali della Fondazione Verga» n. 64 (1985), pp. 121-219.
- Luci ed ombre nella storia del monetiere arabo-normanno custodito dalla Biblioteca comunale di Palermo, in Atti del Congresso internazionale di Studi ruggeriani, Palermo, 1955.
- La poesia del Meli nell'interpretazione di Luigi Sorrento che le attribuisce il merito di aver contribuito al rinnovamento spirituale donde prese l'avvio il risorgimento siciliano, in  «l giornale di Sicilia» 28/IV/1940.
- La Biblioteca comunale di Palermo, la sua storia, i suoi fondi, la nobile ambizione che la promosse, in «Accademie e Biblioteclie d'Italia», anno X I V (1940), n. 3.